# Giuseppe Colla
Giuseppe Colla (Parma, 4 agosto 1731 – Parma, 16 marzo 1806) è stato un compositore e musicista italiano.

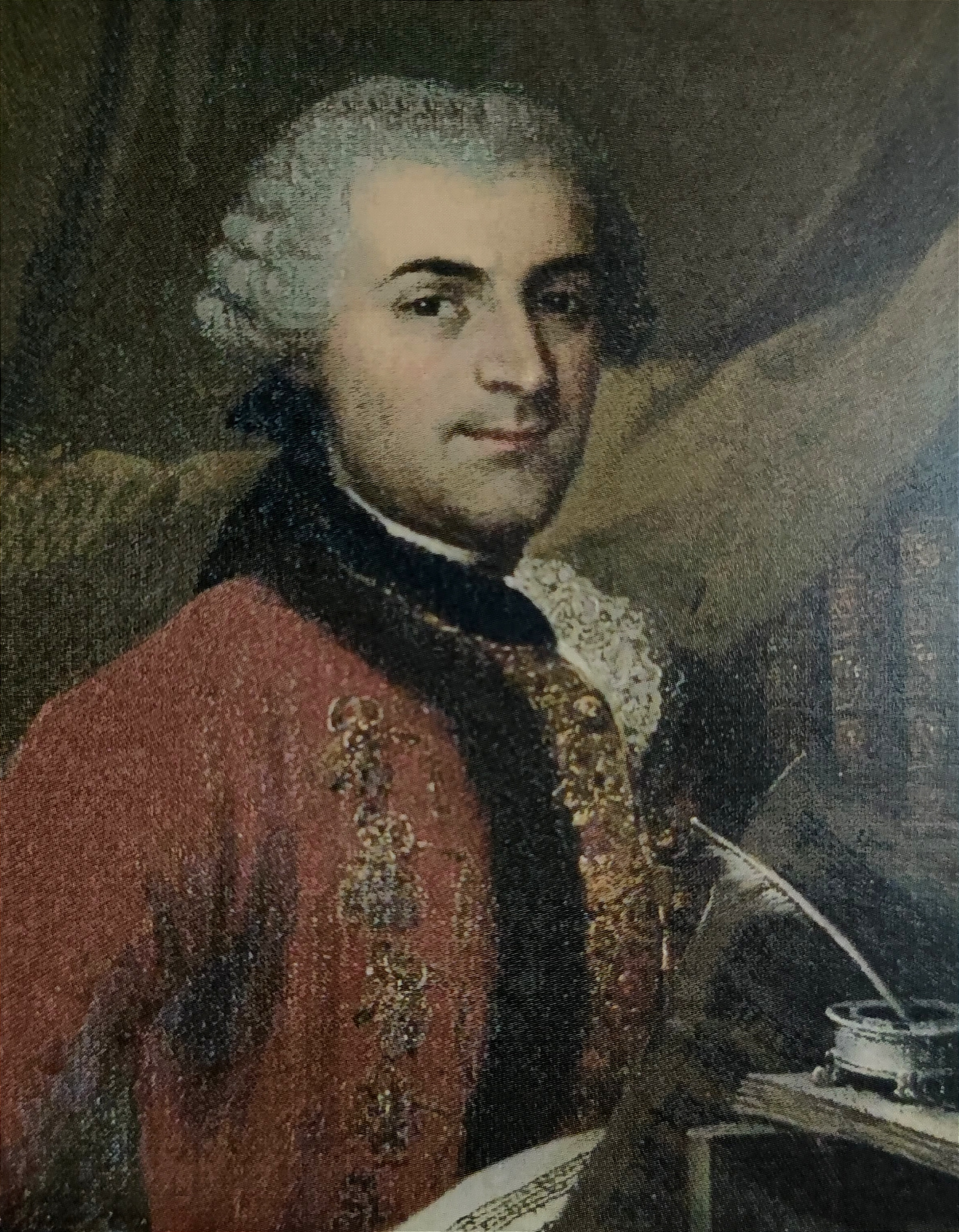
Giuseppe Colla

Figlio di Francesco e discendente da una famiglia di musicisti: il fratello Francesco (nominato cavaliere il 2 gennaio 1752) era un violinista mentre il fratello Giacomo un contrabbassista. Giuseppe seguì studi di perfezionamento a Bologna, con padre Martini entrando poi nell'Accademia Filarmonica di quella città nel 1758.
La sua prima composizione come operista è datata al 1760, quando Colla si trovava in Germania e viene citato come autore di alcune arie dell'opera Caio Fabrizio di Niccolò Jommelli. Al suo ritorno in Italia fu chiamato a comporre la musica per Adriano in Siria di Metastasio al Ducale di Milano (31 dicembre 1762) e tornò definitivamente nella città natale dapprima con il ruolo di "maestro di musica di Sua Altezza Reale" (quindi a capo del Concerto Reale, cioè la musica privata di Corte) e in seguito di docente del principe ereditario. 
Per il Teatro Ducale di Parma scrisse le seguenti opere : Tigrane , Urano ed Eritrea , Favola Pastorale e per il teatrino di Colorno nel 1769 la pastorale Licida e Mopso in occasione dei festeggiamenti per il matrimonio del duca Ferdinando di Borbone con Maria Amalia d'Asburgo-Lorena.

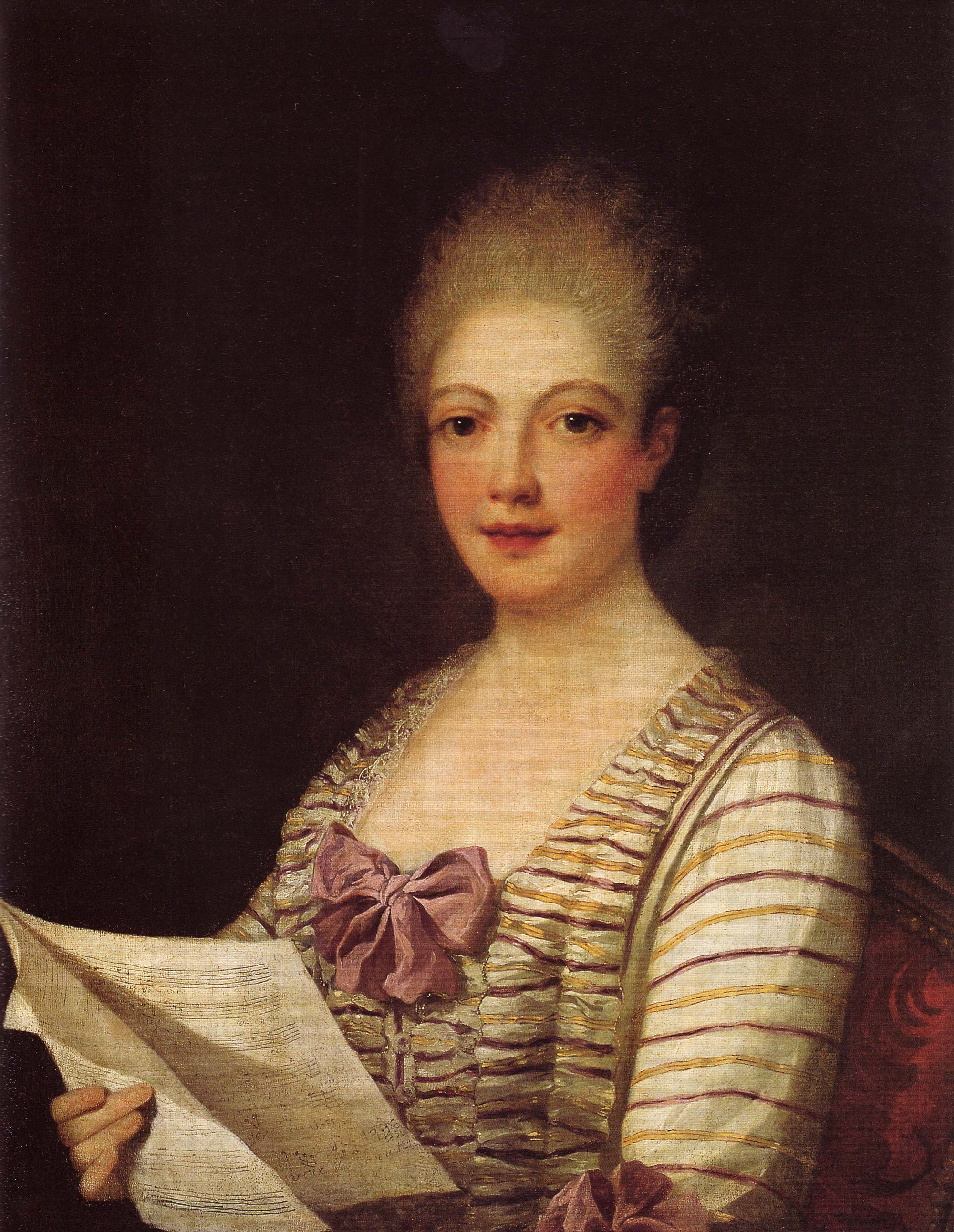
La Bastardella (Lucrezia Agujari)

Gran parte del successo di Colla lo si deve al suo sodalizio, professionale e sentimentale, con la famosa virtuosa Lucrezia Agujari (detta La Bastardella) che inaugurò molte delle sue opere in Italia e all'estero e che egli sposò, dopo molti anni di convivenza, nel 1780 e dalla loro unione nacquero due figli: Francesco nel 1768 e Angela nel 1779. Già dal 1776 comunque, Colla aveva cessato di scrivere opere.

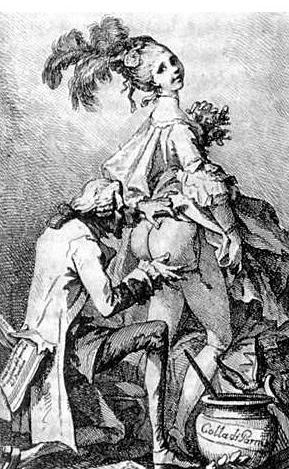
Caricatura di Giuseppe Colla con Lucrezia Agujari

Dopo la morte della moglie, nel 1783, continuò la sua attività al servizio della corte di Parma dedicandosi soprattutto alla musica sacra e strumentale, all'insegnamento e, dal 1790, alla direzione del Teatro Ducale, di cui divenne Maestro Concertatore.

## Opere
- Cajo Fabrizio, dramma per musica di Mattia Verazj (solo alcune arie. Mannheim, Teatro di Corte, 1760);
- Adriano in Siria, dramma per musica di Pietro Metastasio (Milano, Regio Ducal Teatro, 1763);
- Tigrane, dramma per musica di Francesco Silvani (Parma, Teatro Ducale, 1767);
- Enea in Cartagine, dramma per musica di Giuseppe Maria Orengo (Teatro Regio di Torino, 1769 diretta da Gaetano Pugnani con Pietro Benedetti);
- Licida e Mopso, pastorale tratta dalla prima Egloga di Virgilio (Colorno, Teatro Reale, 1769);
- Vologeso, dramma per musica di Apostolo Zeno (Venezia, Teatro San Benedetto, 1770 con Lucrezia Agujari);
- L'eroe cinese, dramma per musica di P. Metastasio (Genova, Teatro di S. Agostino, 1771);
- Andromeda, dramma per musica di Vittorio Amedeo Cigna-Santi (Torino, Teatro Regio, 1771 diretta da Pugnani con Lucrezia Agujari e Giuseppe Aprile, ripresa a Firenze, Teatro della Pergola, 1778);
- Didone abbandonata, dramma per musica di P. Metastasio (Torino, Teatro Regio, 1773 diretta da Pugnani con la Agujari);
- Uranio ed Erasitea, favola pastorale di Jacopo Sanvitale (Parma, Teatro Ducale, 1773);
- Il Tolomeo, dramma per musica di Luigi Salvoni (Milano, Regio Ducal Teatro, 1774);
- Sicotencal, dramma per musica di Cesare Olivieri (Pavia, Teatro Nuovo, 1776),
- "Prologo con recitativo obbligato ed aria" della tragedia Carone tebano, oltre a un concertone (libretto in A.S.C. Parma, Collegio dei Nobili, b. 2).